# Escut d'Algar de Palància
L'escut d'Algar de Palància és un símbol representatiu oficial d'Algar de Palància, municipi del País Valencià, a la comarca del Camp de Morvedre. Té el següent blasonament:
| « | Escut quadrilong de punta redona. Partit i mig truncat. Al primer quarter, d'atzur, una cova d'or sobremuntada d'una torre d'or maçonada i aclarida de sable. Al segon quarter, de gules, una creu d'argent. Al tercer quarter, quatre pals de gules en camp d'or. Al timbre, corona reial oberta. | » |

## Interpretació
La torre àrab, seu actual de l'Ajuntament, és l'element més característic de la localitat; la cova és un senyal parlant: al-Ghar vol dir ‘la cova’ en àrab. Al costat, la creu i els quatre pals són les armes de l'orde de la Mercè, que tingué la jurisdicció sobre el poble; l'església parroquial està dedicada també a la Mare de Déu de la Mercè.

## Història
L'Ajuntament aprovà el 14 de febrer de 1984 un escut amb el següent blasonament:
| « | Quarterat en creu. Primer quarter: en camper de blau, una mitja lluna d'argent bolcant, sobre una roca al natural en la qual hi ha una cova. Al quarter segon, en camper de gules, una creu argentada patent de l'Orde Mercedària. Al tercer quarter, en camper d'or, una torre de talaia, fundada abans de l'any mil de la nostra era. Al quart quarter, els quatre pals d' Aragó. [Per timbre es proposava la corona de baró]. | » |

Escut de 1984.

Aquesta proposta no va obtindre l'informe favorable de la Reial Acadèmia de la Història i, tampoc, quant al timbre, del Servei de Patrimoni Moble de la Conselleria de Cultura, Educació i Ciència de la Generalitat Valenciana, necessaris en aquell moment.
En 1990 s'elevà aquest expedient al nou Consell Tècnic d'Heràldica i Vexil·lologia, el qual va emetre un nou informe negatiu el 30 d'octubre amb una proposta alternativa que aquest Consell jutjà més adequada. No obstant això, l'Ajuntament es va ratificar en la seua proposta inicial. El Consell Tècnic va modificar parcialment la seua proposta l'1 de juliol de 1991 però l'Ajuntament, novament, tampoc l'acceptà.
Les deficiències tècniques i històriques trobades n'eren: que s'havien de simplificar els elements, que l'escut de l'orde de la Mercè no es podia dividir i havia d'anar en el primer quarter, que s'havia de prescindir de la lluna i de la torre per la seua escassa justificació, que s'havia de suprimir la llegenda amb el topònim i que, si bé sí podia tindre forma d'ogiva, aquesta havia de tindre unes proporcions de 5 parts d'ample per 6 de llarg; finalment, pensaven que la corona més pertinent n'era la reial oberta, timbre considerat tradicional del municipis valencians.
Amb les noves normes de 1994 l'Ajuntament inicià un nou procediment. El nou escut s'aprovà per Resolució de 26 de febrer de 2003, del conseller de Justícia i Administracions Públiques, publicada en el DOGV núm. 4.463, de 20 de març de 2003.